# Prosopochoeta nitidiventris
Prosopochoeta nitidiventris är en tvåvingeart som beskrevs av Macquart 1851. Prosopochoeta nitidiventris ingår i släktet Prosopochoeta och familjen parasitflugor. Inga underarter finns listade i Catalogue of Life.